# Маковеево (Псковская область)
Маковеево — деревня в Локнянском районе Псковской области России. 
Входит в состав Подберезинской волости.
Расположена в 37 км к востоку от райцентра Локня на правом берегу реки Ловать, к югу от волостного центра, села Подберезье.
| 2001 | 2002 | 2010 |
| ---- | ---- | ---- |
| 56   | ↘52  | ↘41  |

Численность населения деревни составляла 56 жителей в 2000 году, 44 жителя в 2011 году.